# Elezioni parlamentari in Iran del 1980
Le elezioni parlamentari in Iran del 1980 si tennero il 14 marzo e il 9 maggio per il rinnovo dell'Assemblea consultiva islamica.

## Contesto
I cittadini con diritto di voto erano 20.857.391; andarono alle urne in 10.875.969, pari ad un'affluenza del 52,14%. Si candidarono 3.694 cittadini e il 51,7% di essi (1.910) fu dichiarato eleggibile. Si presentarono 90 candidate e 4 di loro furono elette.

## Affluenza
Affluenza per provincia.
| Provincia                | Elettori   | Votanti    | Affluenza |
| ------------------------ | ---------- | ---------- | --------- |
| Azerbaigian Orientale    | 1.840.674  | 785.738    | 42,69     |
| Azerbaigian Occidentale  | 836.643    | 378.718    | 45,27     |
| Esfahan                  | 1.366.798  | 834.584    | 61,06     |
| Ilam                     | 141.047    | 76.381     | 54,15     |
| Bushehr                  | 224.584    | 117.944    | 52,52     |
| Teheran                  | 3.924.451  | 2.398.868  | 61,13     |
| Chahar Mahal e Bakhtiari | 229.763    | 126.405    | 55,02     |
| Khorasan                 | 2.061.004  | 1.133.882  | 55,02     |
| Khūzestān                | 1.243.703  | 645.229    | 51,88     |
| Zanjan                   | 662.298    | 371.361    | 56,07     |
| Semnan                   | 188.738    | 117.737    | 62,38     |
| Sistan e Baluchistan     | 416.500    | 124.065    | 29,79     |
| Fars                     | 1.266.816  | 643.421    | 50,79     |
| Provincia del Kurdistan  | 460.775    | 103.641    | 22,49     |
| Kerman                   | 659.337    | 243.574    | 36,94     |
| Kermanshah               | 620.903    | 234.675    | 37,8      |
| Kohgiluyeh e Buyer Ahmad | 141.572    | 62.193     | 43,93     |
| Gilan                    | 957.343    | 380.101    | 39,7      |
| Lorestan                 | 536.077    | 303.289    | 56,58     |
| Mazandaran               | 1.434.502  | 767.226    | 53,48     |
| Markazi                  | 472.055    | 425.347    | 90,11     |
| Hormozgan                | 297.659    | 125.696    | 42,23     |
| Hamadan                  | 641.891    | 284.516    | 44,32     |
| Yazd                     | 232.258    | 150.751    | 64,91     |
| Totale                   | 20.857.391 | 10.875.969 | 52,14     |